# Incomunicabilità
L'incomunicabilità è una condizione esistenziale, causata da un atteggiamento emozionale che rende difficile o impossibile comunicare con alcuni o con tutti. Questa incapacità di stabilire un rapporto con gli altri nasce dalla mancanza di un'autentica conoscenza di se stessi e degli altri che porta ad una condizione di isolamento e solitudine.

## Incomunicabilità come prospettiva filosofica ed esistenziale
Il concetto di incomunicabilità comincia ad apparire nella filosofia di Gorgia, che rapporta questa condizione alle difficoltà e all'incapacità del linguaggio di chiarire e di trasmettere ad altri ciò di cui esso parla. Dice infatti Gorgia:
Invero Gorgia, proprio perché il linguaggio è svincolato da ogni criterio di verità, se ne servirà, secondo i principi della retorica sofistica, come strumento di comunicazione per affascinare l'interlocutore e per dimostrare, secondo la propria convenienza, tutto e il contrario di tutto.
Nella filosofia medioevale il tema dell'incomunicabilità non si pone poiché l'uomo, come persona creata da Dio come corpo e anima, inserita nell'universo, era in rapporto con tutti gli altri esseri del creato. L'uomo nasce dalla polvere, dalla terra e quindi poiché «non è bene che l'uomo sia solo» ha un rapporto di somiglianza, nei suoi istinti e passioni, con tutti gli altri esseri viventi e, fin dalle sue origini, ha una dialogo continuo con Dio.

Si può trovare un accenno all'incomunicabilità nella filosofia di Tommaso d'Aquino, ma intesa non nel senso esistenziale bensì in quello ontologico della unicità dell'uomo creato da Dio come persona completa in sé stessa che si distingue da tutto il resto: 
Il problema della incomunicabilità connesso a quello del linguaggio ricompare nella filosofia cartesiana, dove l'io – strutturato come unico, certo soggetto pensante – esclude da sé ogni altra persona considerata rientrante nell'ambito dell'oggettività.
e il linguaggio, che pure distingue l'uomo dagli animali, non servirà a far penetrare il soggetto nel mondo dell'oggettività
Tentato dalla incomunicabilità sarà anche il pensiero di Leibniz, il quale – dopo aver sostenuto che ognuna delle monadi vive in un suo mondo, che non è altro che il riflesso della sua soggettiva interiorità – afferma che ogni monade è chiusa nella sua esistenza, più o meno cosciente, ed è un'isola di un arcipelago, in un mare d'incomunicabilità. Ma alla fine anche le monadi comunicano. Ogni monade infatti compie ogni atto della sua esistenza nel momento stesso in cui le altre monadi compiono l'atto corrispondente. Quest'armonia è stata prestabilita da Dio, che ha fatto in modo che la massima molteplicità fosse accolta nella massima unità. Ogni monade è come un orologio esatto e perfetto ma diverso da tutti gli altri: tutti insieme suonano e segnano la stessa ora. Dio è l'orologiaio che ha accordato, sincronizzandoli, tutti i diversi orologi.
Quanto più si accentua la concezione della soggettività della persona, come accade nella filosofia idealistica, tanto più si cade in quella incomunicabilità, vissuta come solitudine esistenziale e incapacità di comunicare, della letteratura romantica e del primo Novecento, che vede in Italia come massimo rappresentante Luigi Pirandello.
Su questo dramma esistenziale si basa la critica della filosofia da Schopenhauer a Kierkegaard e sino a Heidegger e Jaspers, che accusano l'idealismo tedesco di aver considerato l'uomo e le sue passioni risolti da una astratta razionalità che metteva da parte la concreta esperienza umana.

Da qui la ricerca di una nuova definizione della solitudine esistenziale del soggetto, che giunge a diverse conclusioni come quelle religiose di Nikolaj Aleksandrovič Berdjaev e Gabriel Marcel, o come quelle laiche di Jean Paul Sartre, che vede nella diversità dei soggetti conflitto e incomunicabilità tali che 
Il tema dell'incomunicabilità si è intensamente diramato, dalla filosofia contemporanea, in tutto il panorama culturale, con autori come Kafka, Camus, Ionesco, sino ad essere ampiamente trattato, fino agli anni '70 del 900, da grandi registi cinematografici come Antonioni, Bergman, Visconti.

## Incomunicabilità nelle scienze della comunicazione
Anche nelle scienze della comunicazione viene trattato il tema dell'incomunicabilità collegandola non solo ad una visione filosofica del fenomeno ma anche ai possibili effetti pragmatici come nel lavoro di gruppo nelle aziende riguardo ad esempio una riunione o una negoziazione, come nel caso delle relazioni professionali, ad esempio tra medico e paziente nell'analisi dei sintomi patologici, come nelle strategie da adottare in un gruppo di problem-solving.  L'incomunicabilità nelle scienze della comunicazione viene considerata come una "variabile a più stadi", un livello da esaminare e non una condizione di presenza-assenza, partendo da una condizione di totale incomunicabilità e rottura del rapporto, sino ad una condizione di completa comunicabilità e fluidità comunicativa. Uno degli ambiti in cui l'incomunicabilità come oggetto di studio scientifico ha maggiori applicazioni è quello della comunicazione interculturale, ove i fattori di incomunicabilità si amplificano e vengono a volte estremizzati sino a causare conflitti internazionali, interetnici, interreligiosi.